# Ōtsuki Fumihiko
Ōtsuki Fumihiko, 大槻 文彦? (Tokyo, 15 ottobre 1847 – Tokyo, 17 febbraio 1928), è stato un linguista e storico giapponese.
È conosciuto soprattutto per i dizionari di Lingua giapponese che pubblicò, il Genkai (言海? lett. "mare di parole", 189) e successivamente il Daigenkai (大言海? lett. "gran mare di parole", 1932–1937), e per i suoi studi di grammatica giapponese.

## Biografia
Ōtsuki Fumihiko nasce nella sezione Kobiki-chō (木挽町?) di Edo ch'ora fa parte di Ginza, Tokyo. Era terzogenito di Ōtsuki Bankei (大槻磐渓?) e nipote di Ōtsuki Gentaku (大槻玄沢?). Seguendo la tradizione di famiglia, si dedicò ai rangaku, studiò Lingua inglese e matematica alla scuola Kaiseijo (antenata dell'Università di Tokyo).
Da giovane, Ōtsuki fu impiegato come consulente per il Sendai-han, e combatté nella Battaglia di Toba-Fushimi, durante il Rinnovamento Meiji, dalla parte dello shogunato Tokugawa, che poi perse. Più tardi contribuì alla costituzione dell'Ōuetsu Reppan Dōmei.
In seguito al Rinnovamento, lavorò come traduttore, ed allo stesso tempo imparò l'inglese dagli americani stabiliti nella città di Yokohama. Attorno al 1872, si unì agli autori di un dizionario inglese-giapponese destinato al Ministero dell'Educazione giapponese, per poi dedicarsi alla scrittura di libri di testo ed al'insegnamento in alcune scuole nella prefettura di Miyagi.
Nonostante Ōtsuki avesse pagato per le spese di pubblicazione del Genkai stesso, questo fu presto ripubblicato ed espanso in edizioni commerciali, che passarono attraverso un migliaio di ristampe. Il Genkai era, in parte, modellato sulla base dei dizionari monolingue occidentali, e non dava soltanto un'informazione di base sulle parole; conteneva anche la loro rappresentazione in kana e kanji, le loro definizioni in giapponese, ma anche la pronuncia, l'etimologia ed esempi d'uso. Il suo successore, il Daigenkai, a quattro volumi, benché pubblicato sotto il nome di Ōtsuki e basato in parte sul suo lavoro, comparve alcuni anni dopo la sua morte e fu completato da altri lessicografi.

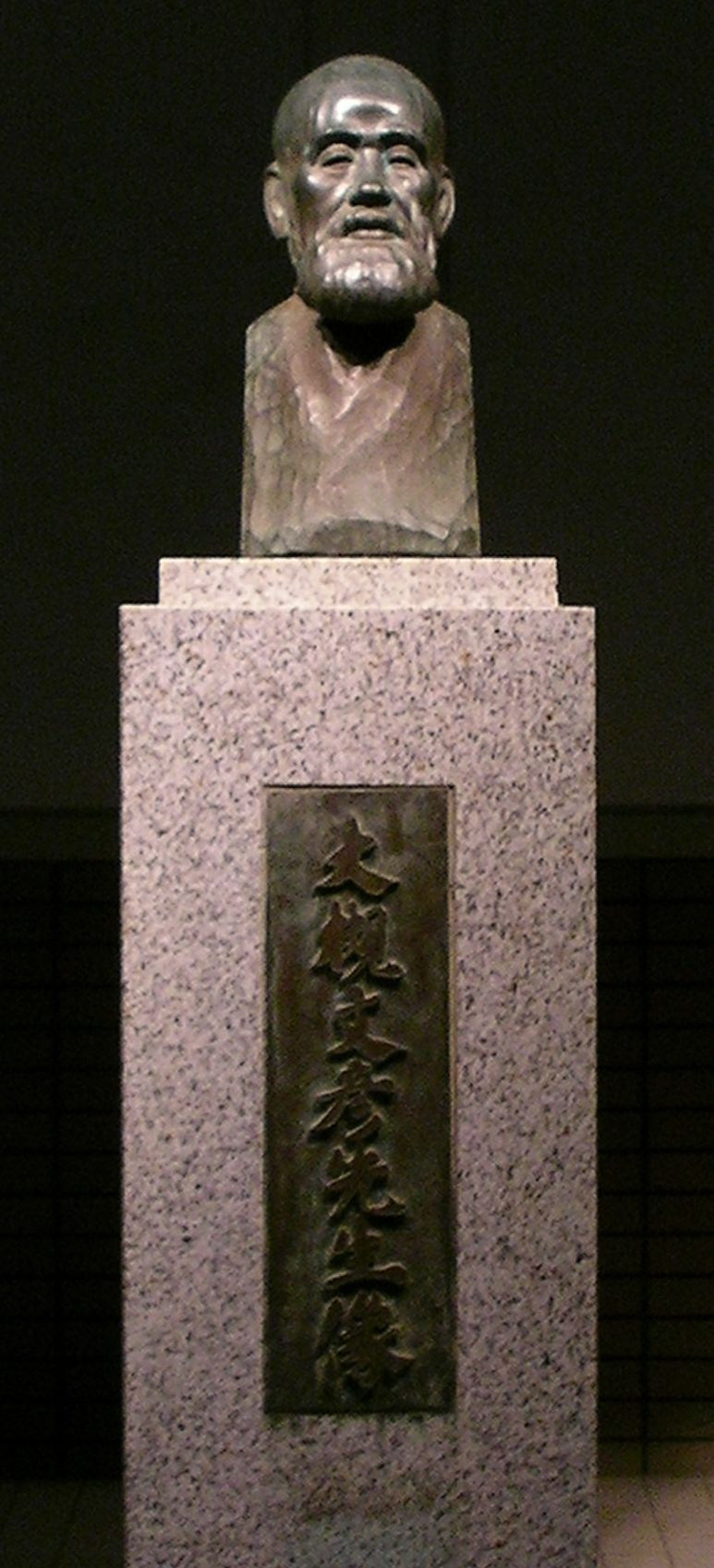
Busto di Ōtsuki Fumihiko alla Scuola Elementare Sendai Dai-Ichi, prefettura di Miyagi.

Le opere di grammatica di Ōtsuki, in modo particolare la Grammatica comprensiva di giapponese (広日本文典?, Kō Nihon Bunten) e la Grammatica di giapponese parlato (口語法?, Kōgohō), influenzò fortemente l'insegnamento della grammatica giapponese per le generazioni a venire.